# Gilberto Santa Rosa
Gilberto Santa Rosa Cortés (21 agosto 1962) è un cantante portoricano.

## Discografia
- 1986 - Good Vibrations
- 1987 - Keeping Cool!
- 1988 - De amor y salsa
- 1989 - Salsa en... movimiento
- 1990 - Punto de Vista
- 1991 - Perspectiva
- 1992 - A dos tiempos de un tiempo
- 1993 - Nace aquí
- 1994 - De cara al viento
- 1995 - En vivo desde el Carnegie Hall
- 1996 - Esencia
- 1997 - De corazón
- 1998 - Salsa Sinfónica en Venezuela
- 1999 - Expresión
- 2000 - Romántico
- 2001 - Intenso
- 2002 - Viceversa
- 2003 - Sólo bolero
- 2004 - Auténtico
- 2006 - Directo al corazón
- 2007 - Contraste
- 2008 - Una Navidad con Gilberto
- 2010 - Irrepetible
- 2012 - Gilberto Santa Rosa
- 2014 - Necesito un bolero
- 2018 - En buena compañía
- 2019 - 40... Y Contando (En Vivo desde Puerto Rico)
- 2020 - Colegas
- 2022 - Debut y Segunda Tanda